# Yvonne Sanson

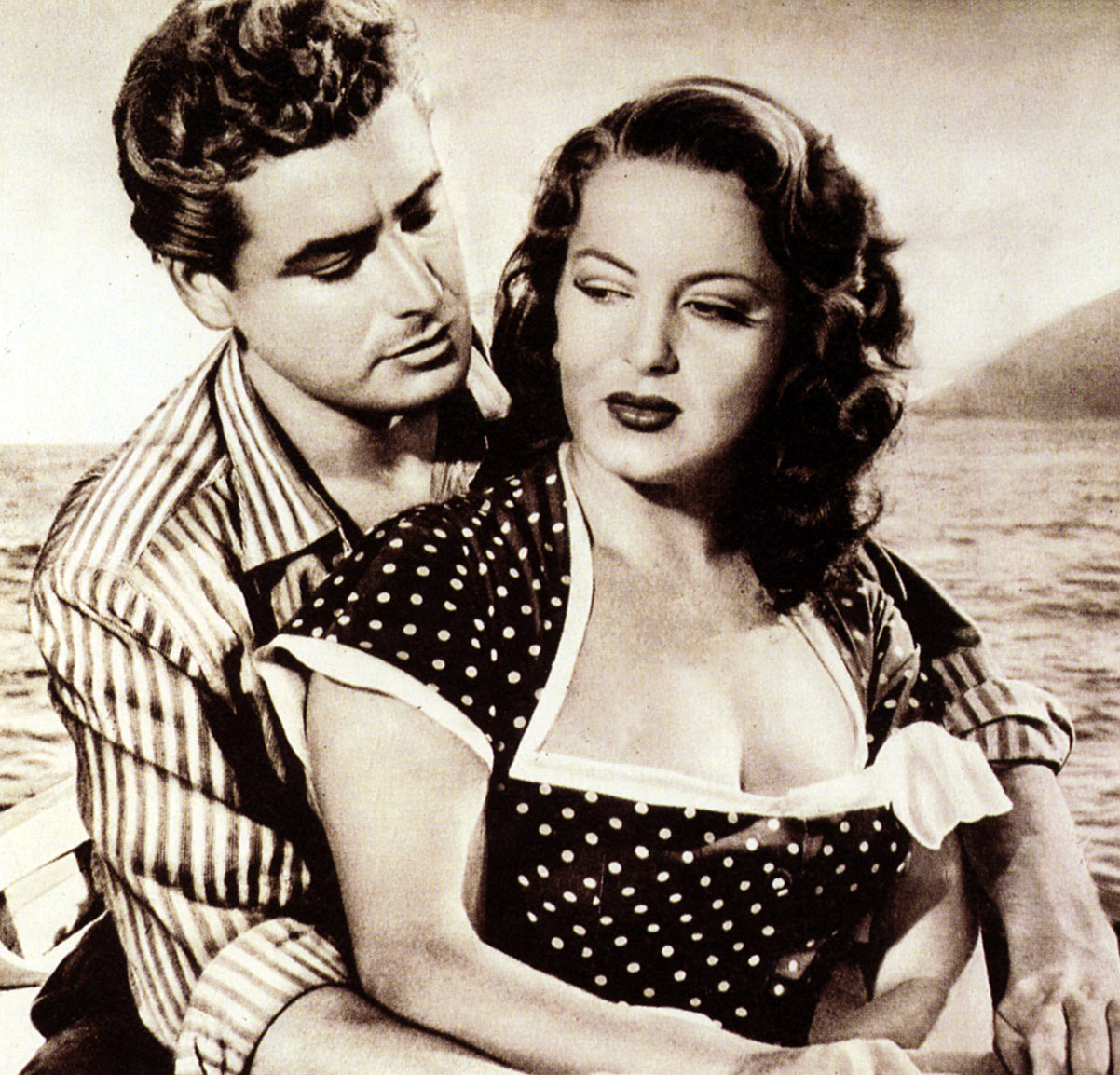
Alberto Farnese und Yvonne Sanson in Menzogna (1952)

Yvonne Sanson (* 29. August 1925 in Thessaloniki; † 23. Juli 2003 in Bologna) war eine griechisch-italienische Filmschauspielerin.

## Leben
Sansons Mutter war Türkin, ihr Vater Franzose von russischer Herkunft.
In der Zeit von 1946 bis 1972 war Yvonne Sanson in 46 Filmen zu sehen. Sehr häufig spielte sie zusammen mit Amedeo Nazzari. Das kriminalistische Melodram Sühne ohne Sünde (italienisch: Catene, deutsch: Die Kette) unter der Regie von Raffaello Matarazzo mit den beiden Hauptdarstellern war 1949 ein großer Kassenerfolg. Die bis dahin unbekannte Schauspielerin spielte seine Ehefrau Rosa, die zu Unrecht des Ehebruchs bezichtigt wurde, in Wirklichkeit aber ihr sexuelles Empfinden der Rolle als Mutter hintanstellte. Diese neue konservative, mütterliche Figur hob sich deutlich von den Vorkriegsdiven ab. Yvonne Sanson, der Star in Matarazzos populären Filmen der 1950er Jahre, spielte auch in weiteren Filmen die leidende Mutter, deren größtes Leid der Verlust ihrer Kinder war – wie in Tormento, I figli di nessuno, Torna!, L'angelo bianco.
Für den griechischen Film Μια ζωή την έχουμε (Man lebt nur einmal) hatte man 1958 die inzwischen berühmte Yvonne Sanson engagiert, doch ihre Leistung blieb weit hinter den Erwartungen zurück, hauptsächlich weil sie kaum Griechisch sprach und ihre Stimme gedoubelt werden musste.

## Filmografie (Auswahl)
- 1946: Schwarzer Adler (Aquila nera)
- 1947: La grande aurora
- 1947: Das Verbrechen des Giovanni Episcopo (Il delitto di Giovanni Episcopo)
- 1948: Der geheimnisvolle Chevalier (Il cavaliere misterioso)
- 1949: Campane a martello
- 1949: L'imperatore di Capri
- 1949: Sühne ohne Sünde (Catene)
- 1950: Opfergang einer Mutter (Tormento)
- 1950: Cintura di castità
- 1950: Süßer Reis (L'inafferrabile 12)
- 1951: Mutterliebe, Mutterleid (I figli di nessuno)
- 1952: Der Mantel (Il cappotto)
- 1952: Es begann auf der Straße (Wanda la peccatrice)
- 1952: Menzogna
- 1952: Chi è senza peccato
- 1953: Vergib mir Madonna (Noi peccatori)
- 1953: Und keine blieb verschont (Quand tu liras cette lettre)
- 1953: Nero – der Untergang Roms (Nerone e Messalina)
- 1953: Die Abenteuer der drei Musketiere (Les Trois mousquetaires)
- 1954: Die Burg der Verräter (Star of India)
- 1954: Torna!
- 1954: Liebe, Brot und Eifersucht (Pane, amore e gelosia)
- 1955: Frauen hinter Gittern (L'angelo bianco)
- 1955: Flucht in die Dolomiten (Il prigioniero della montagna)
- 1955: Eine Frau für schwache Stunden (La bella mugnaia)
- 1957: Heiße Küste (This Angry Age)
- 1957: L'ultima violenza
- 1958: Malinconico autunno
- 1958: Mia zoi tin ehoume
- 1959: Theaterträume (Il mondo dei miracoli)
- 1961: Die Kopfnuss (I masnadieri)
- 1961: Il re di Poggioreale
- 1962: Schwarze Seele (Anima nera)
- 1962: Lo smemorato di Collegno
- 1967: Der Tod ritt dienstags (I giorni dell'ira)
- 1968: Die Platinbande (The Biggest Bundle of Them All)
- 1968: Il profeta
- 1969: Il ragazzo che sorride
- 1969: Pensando a te
- 1970: Don Franco e Don Ciccio nell'anno della contestazione
- 1970: Der große Irrtum (Il conformista)
- 1972: Un apprezzato professionista di sicuro avvenire
- 1973: Die merkwürdige Lebensgeschichte des Friedrich Freiherrn von der Trenck Miniserie (Teil 3)